# Nepa cinerea
Nepa cinerea Linnaeus, 1758 è una specie di emittero eterottero appartenente alla famiglia Nepidae. È presente in gran parte d'Europa (incluse le Isole Britanniche), in Nord Africa e in Asia.
Vive in piccoli ruscelli e nelle acque stagnanti, si ciba di animali acquatici, specialmente insetti.
La respirazione, negli adulti, avviene mediante il processo caudale, che consiste in un paio di tubi che possono essere uniti a formare un sifone che viene fatto emergere dalla superficie dell'acqua. Mediante il sifone, l'aria viene condotta alla trachea situata all'apice dell'addome.
Negli individui non ancora maturi, il sifone è sotto-sviluppato, quindi la respirazione avviene mediante sei paia di spiracoli addominali.
Le uova vengono deposte alla base delle piante, e sono dotate di sette sistemi filamentosi che galleggiano liberamente sull'acqua.